# دانیل مک کری
دانیل مک کری (انگلیسی: Danielle McCray؛ زادهٔ ۸ اکتبر ۱۹۸۷) بازیکن بسکتبال اهل ایالات متحده آمریکا است.
وی در مسابقات کشوری و بین‌المللی در مجموع برندهٔ ۱ مدال طلا شده‌است.